# 海市蜃楼 (2018年电影)
是一部2018年的懸疑、科幻电影，奧瑞歐·保羅执导，由阿德里安娜·乌加特和奇诺·达林 主演，講述了平行時空與蝴蝶效應。

## 简介
1989年11月9日柏林圍牆倒塌的那一夜，西班牙小鎮上的小學生尼可用錄影機錄完了自己的自彈自唱，因為聽到鄰居安赫爾·普列多家發出的爭執聲前去查看，卻眼見普列多太太已經陳屍家中，安赫爾·普列多拿起刀追逐尼可，尼可逃跑時被一輛疾駛而過的吉普車輾過。
美女護理師薇拉·羅伊買了房子，就是尼可的舊宅，她和擔任銀行主管的夫婿戴維·奧提斯辦了喬遷酒，請客人艾特·麥地那帶著母親克拉拉前來飲宴。當年，薇拉是透過艾特認識戴維，艾特一時興起，開玩笑地說自己當年到現在都很愛薇拉，但不知為何薇拉最後選擇了好友戴維。艾特也告訴了她尼可的故事，饒有興致的戴維還查到當年普列多曾坦承自己想要埋屍在屠宰場，然後就畏罪自殺了。薇拉發現了戴維身上帶著旅館的火柴盒，於是勸戴維要落實戒菸，當個好父親、好夫婿。
2014年11月9日，外面狂風暴雨，正是一個雷暴的夜晚，薇拉家中的古董錄影機與電視機突然開啟，她發現居然可以透過這兩台機器與25年前的小學生尼可视频通话，她向尼可哭喊著，「千萬不要出門！」尼可也因而延遲了出門，保住了性命。
次日，薇拉發現一切都變了，她沒有跟戴維結婚，也沒有女兒，她也從醫院護理師搖身變成知名的腦神經外科醫師，她想起她昔日曾考取「學士後醫學系」，但因懷了女兒而放棄學業，還曾跟她跟隨的費爾醫師開玩笑，說如果她沒生小孩，現在一定是最強的醫師。此刻她也不願擁有突然來的名利，她不願放棄用情已深的夫婿，更重要的是愛女格洛莉亞。
薇拉慌忙地向警局報案，刑事組的雷拉督察不相信她的說詞，只認為她頭腦有問題，要她去就醫。醫師倒是認為薇拉因為壓力過大而開始妄想，其實戴維·奧提斯是她第一個開刀醫治腦瘤的病人，而最近另外一位小女孩因為嚴重腦瘤而回天乏術，所以薇拉幻想戴維是她的夫君。而失去愛女，則是對嚴重腦瘤小女孩不治的惋惜。
薇拉覺得是自己救了當年的小學生尼可，導致未來遭到蝴蝶效應，進入了平行時空。薇拉回到家中，才發覺現在戴維娶了前女友烏蘇拉，此處也不曾是她的家。戴維夫婦報警，薇拉乘著跳電逃了出來，爬上了艾特·麥地那的車，薇拉與艾特聊起當年跟戴維·奧提斯認識並相戀，與安赫爾·普列多殺妻的往事。艾特對於薇拉的說法卻一無所知。並且，艾特還憤怒地說自己的母親克拉拉已經跟普列多結婚，普列多是一個大好人，連蒼蠅都不殺，遑論殺妻。
薇拉在圖書館找到一本叫做《海市蜃楼》的小說，故事情節跟她的遭遇可說是極其類似，雷拉督察帶著她找到作者，是一位大學女教授凱倫·薩爾頓，凱倫坦言，本書是由真實故事改編，主人公就是小學生尼可。尼可的母親告訴女教授，昔年尼可一直說自己遇到了「未來的女人」，最後被警方以精神失常為由強制禁錮於精神病院。凱倫認為，如果真的可以實現蟲洞，應該也得發生在一樣的天氣中，並使用原本的電視機與錄影機才可以。
小學生尼可之後潛入了普列多的家，他目睹了普列多肢解其東德籍的太太希爾達，並在床下撿了一支金錶當作証據，前往報警，並向警方指証此金錶為普列多太太的遺物。但尼可想不到，道高一尺魔高一丈，普列多早就報案自宅被破門，失竊了一支金錶，而普列多太太已經搭機到達東柏林跟前男友私奔了，還在東柏林血拚，有海關與信用卡資料可查。尼可的媽媽於是迫使尼可承認自己是小偷，向普列多道歉，並歸還了金錶。
薇拉想透過雷拉督察找回那台電視機與錄影機，以聯絡上小學生尼可，於是向雷拉督察透露了普列多可能埋屍於屠宰場。雷拉督察不情願地給了一個旅館的房號，要薇拉去那裡找。薇拉到了旅館，才發現戴維·奧提斯跟自己醫院的同事莫妮卡在偷情，而且該旅館，就是先前火柴盒的旅館。畢竟戴維現在不是自己的夫婿，薇拉沒有醋意大發，只威脅戴維，逼戴維用銀行的私密通訊錄找出尼可的資料，戴維因為把柄落於薇拉之手而就範。另一方面，雷拉督察會同當年承辦的刑警，傳喚了普列多與克拉拉，普列多講述了命案經過。
普列多坦承，當年與克拉拉偷情，卻遭到太太希爾達持刀捉姦，三人扭打中，克拉拉奪刀刺中了她，最後普列多只好將她分屍並埋在屠宰場。金錶是克拉拉所有的，背面還刻著克拉拉名字的縮寫。他們也利用柏林圍牆不復存在，捏造了普列多太太在東柏林的事。克拉拉透過在海關當移民官的兄弟幫忙，偽造了一本普列多太太的護照讓克拉拉使用，還幫她查驗這本假護照，克拉拉於是跑到東柏林，製造普列多太太與東德初戀情人私奔的假象，再用另一本假護照回西班牙。
小學生尼可也因一直說自己遇到了「未來的女人」被診斷為精神病患，他接受了各種痛苦的治療後，終於決定放棄自己的說法，他承認所謂「未來的女人」是幻想的，因此得以出院。出院後他並未放棄，每天到車站中尋訪「未來的女人」，終於在成年後遇到了「未來的女人」——薇拉，兩人並相戀成婚，而薇拉也因此改變了人生。
薇拉找到了尼可現在的家，才發現原來小學生尼可，長大後從警成為了「雷拉督察」，雷拉督察在警局時眼見薇拉失憶，一心想讓薇拉恢復與自己結婚的記憶，故意陪著薇拉找尋線索。雷拉督察吻了薇拉，薇拉觸電的那種感覺，已慢慢出現，突然想起自己跟雷拉督察相戀與結婚的各種畫面。但薇拉一心想著愛女格洛莉亞，薇拉知道電視機與錄影機一定在雷拉督察手上，她要求雷拉督察利用那兩台機器，告知當年的小學生尼可，不要到普列多家，也不要設法在生命歷程中認識「未來的女人」。說完，薇拉便跳樓自殺了。
薇拉像是做了一場夢而醒來，醒時枕邊人確實是戴維，愛女格洛莉亞也在。但薇拉知道自己沒有在作夢，是雷拉督察依約告知了尼可，讓她回到原本的時空。薇拉走到警局，親自報警，幫枉死的普列多太太昭雪冤情。同時，薇拉也叫住了刑事組的雷拉督察，或許薇拉與雷拉將要再續前緣。

## 演员
- 阿德里安娜·乌加特（英语：Adriana Ugarte） 饰 薇拉·罗伊（配音 张碧玉）
- 奇诺·达林（英语：Chino Darín） 饰 雷拉探长（配音 薛成）
- 艾華路·莫迪 饰 戴維·奧提斯（配音 冯盛）
- 哈维尔·古铁雷斯（英语：Javier Gutiérrez Álvarez）饰 安赫爾·普列多（配音 孟宇）
- 胡里奥·博伊加斯-库托 饰 12岁的尼可（配音 郑懿）
- 米格尔·费尔南德斯 饰 成年的艾特·麥地那（配音 金永钢）
- 马可·德·弗朗西斯科 饰 12岁的艾特·麥地那
- 诺拉·纳瓦斯 饰 克拉拉·麦地那（配音 王俪桦）
- 米瑪·李拉 饰 瑪麗亞·拉賽特
- 弗朗西斯卡·奥雷拉 饰 費爾醫師（配音 汤水雨）
- 阿爾伯特·佩雷斯柯莫 饰 羅曼（配音 陈喆）
- 克拉拉·塞古拉 饰 希尔达·维斯（配音 林兰）
- 西尔维亚·阿隆索 饰 莫妮卡（配音 佟心竹）
- 艾娜·克洛特 饰 乌苏拉（配音 杨希）
- 安娜·瓦格纳 饰 迪马斯探长（配音 伍凤春）
- 露丝·洛普斯 饰 米兰达教授
- 露娜·富爾亨西奧 饰 格洛莉亞
- 贝伦·鲁埃达 饰 凱倫·薩爾頓（配音 纪元）